# Vasa Hochmann
Vasa Hochmann (* 29. März 1904 in Vyškov, Österreich-Ungarn; † 2. Oktober 1963 in Bad Homburg vor der Höhe, Deutschland) war ein österreichischer Schauspieler, Theaterregisseur und Hörspielsprecher. Er wurde als Wenzel Kraml geboren, durch Adoption im Jahr 1915 lautete sein bürgerlicher Name Vaclav Hajek.

## Leben
Vasa Hochmann wuchs in Wien auf und besuchte dort die Handelsakademie, später die Akademie für Musik und darstellende Kunst. Unter dem Namen Walter Hajek trat er in der Spielzeit 1922/23 sein erstes Engagement am Stadttheater Steyr an. Es schlossen sich Verpflichtungen an das Stadttheater St. Pölten, nach Gablonz und Mährisch-Ostrau an, ehe er 1928 an das Stadttheater St. Gallen kam. Hier nannte er sich ab 1930 Vasa Hochmann. 1933 gründete er ein protelarisches Kabarett, für das er eigene Texte beisteuerte. Als sein Vertrag von dem nationalsozialistisch gesinnten Direktor Theo Modes nicht verlängert wurde, ging Hochmann in die Tschechoslowakei, zunächst nach Aussig, dann an das Deutsche Theater Brünn, wo er ab 1937 erstmals auch Regie führte und die Sommerfestspiele leitete. Als nach dem Münchner Abkommen 1938 Modes die Leitung über das Theater erhielt, wurde Hochmanns Vertrag nicht verlängert und er emigrierte in die Schweiz. Hier erhielt er zunächst keine Arbeitserlaubnis, erst ab 1940 gab man ihm den Posten des Oberspielleiters am Städtebundtheater Biel-Solothurn, wo er auch als Schauspieler auftrat. 1942 war Hochmann am Stadttheater Basel beschäftigt, von 1943 bis 1946 agierte er als künstlerischer Leiter des Schweizer Nachwuchsensembles Tribüne, außerdem arbeitete er als Schauspieler und Regisseur am Stadttheater Chur.
1947 kam Hochmann nach Deutschland und spielte und inszenierte an verschiedenen Theatern, zunächst am Deutschen Theater Göttingen, 1948 führte er gastweise Regie am Nationaltheater Mannheim, im selben Jahr ging er nach Hamburg und arbeitete dort bis 1951 als Schauspieler und Regisseur am Deutschen Schauspielhaus und am Theater im Zimmer, in der Spielzeit 1950/51 leitete er das Theater Tribüne. Im genannten Zeitraum war er auch in Berlin an der Freien Volksbühne und am Theater am Kurfürstendamm verpflichtet. Laut dem Schweizer Theaterlexikon spielte er im weiteren Verlauf der 1950er-Jahre an mehreren deutschen Theatern, die aber nicht explizit genannt sind. 1961/62 sah man Hochmann bei den Ruhrfestspielen in Recklinghausen. Im Sommer 1963 trat er eine Verpflichtung als Oberspielleiter an der Landesbühne Rhein-Main an.
Hochmann spielte in seinen Inszenierungen häufig selber Hauptrollen, so in Brünn im Jedermann von Hugo von Hofmannsthal, in Johann Wolfgang von Goethes Faust I oder der Dreigroschenoper von Bertolt Brecht und Kurt Weill. Er inszenierte die Schweizer Erstaufführung von Hermann Ferdinand Schells Drama Der Bürgermeister von Zürich und eine Reihe von Uraufführungen, unter anderem Die Liebe der Angela Borgia von Werner Johannes Guggenheim. Selber spielte er in der Uraufführung von Fritz Hochwälders Stück Das heilige Experiment. Weitere Rollen waren die Titelfiguren in William Shakespeares Hamlet und Othello sowie Petrucchio in Der Widerspenstigen Zähmung oder Egmont von Goethe, jeweils unter eigener Regie. Darüber hinaus bearbeitete Hochmann Texte von Mark Twain, Johann Nestroy, Leo Tolstoi und Fjodor Dostojewski für die Bühne.
Vor die Kamera trat Hochmann nur selten. 1949 spielte er eine Hauptrolle in Fritz Kirchhoffs Melodram Verführte Hände. Jürgen Roland besetzte ihn in drei Folgen seiner Krimireihe Stahlnetz. In der Folge Saison spielte Hochmann den Regisseur einer Laientheatergruppe. Von 1950 bis zu seinem Tod wirkte er auch in einigen Hörspielproduktionen mit, so in zwei Episoden der Serie Die Jagd nach dem Täter. In den 1950er-Jahren arbeitete er auch sporadisch als Synchronsprecher.
Vasa Hochmann war dreimal verheiratet, ab 1931 mit der Tänzerin und Schauspielerin Josefine Hausjell, 1934 bis 1954 mit der Schauspielerin Marianne Walz und von 1954 bis 1956 mit der Opernsängerin Greta Holm.

## Filmografie
- 1949: Verführte Hände
- 1959: Schach dem Tode
- 1960: Michas Weg nach Bethlehem
- 1960: Stahlnetz: Die Zeugin im grünen Rock
- 1961: Stahlnetz: Saison
- 1961: Stahlnetz: In der Nacht zum Dienstag ...

## Hörspiele
- 1950: Sándor Márai: Ein Herr aus Venedig – Regie: Theodor Steiner – HR
- 1950: Lucille Fletcher: Der Mann an der Brücke – Regie: Fränze Roloff – HR
- 1953: Hans Werner Richter: Sie fielen aus Gottes Hand – Regie: Gert Westphal – SWF/RB
- 1955: Gregor von Rezzori: Atalanta oder Die Jagd von Kalydon – Regie: Otto Kurth – NWDR
- 1960: Joachim Jomeyer: Schakale (Folge 84 aus der Reihe Die Jagd nach dem Täter) – Regie: S. O. Wagner – NDR
- 1961: Friedrich Schiller: Wallenstein – Regie: Heinrich Koch – WDR
- 1961: Paul Ickes: Die letzte Partie (Folge 93 aus der Reihe Die Jagd nach dem Täter) – Regie: S. O. Wagner – NDR
- 1963: Franz Hiesel: Gott liebt die Schweizer – Regie: Hans Lietzau – NDR
- 1963: Roman Brandstaetter: Das steinerne Haus – Regie: Fritz Schröder-Jahn – NDR